# Attheyella illinoisensis
Attheyella illinoisensis är en kräftdjursart som först beskrevs av S. A. Forbes 1882.  Attheyella illinoisensis ingår i släktet Attheyella och familjen Canthocamptidae. Inga underarter finns listade i Catalogue of Life.